# Katarzyna Kołodziejczyk
Katarzyna Kołodziejczyk (7 de abril de 1998) es una deportista polaca que compite en piragüismo en la modalidad de aguas tranquilas.
Ganó tres medallas de bronce en el Campeonato Mundial de Piragüismo entre los años 2018 y 2021, y diez medallas en el Campeonato Europeo de Piragüismo entre los años 2017 y 2024.
En los Juegos Europeos de Minsk 2019 obtuvo una medalla de bronce en la prueba de K4 500 m.

## Palmarés internacional
| Campeonato Mundial | Campeonato Mundial          | Campeonato Mundial | Campeonato Mundial |
| Año                | Lugar                       | Medalla            | Competición        |
| ------------------ | --------------------------- | ------------------ | ------------------ |
| 2018               | Montemor-o-Velho (Portugal) | Medalla de bronce  | K4 500 m           |
| 2019               | Szeged (Hungría)            | Medalla de bronce  | K4 500 m           |
| 2021               | Copenhague (Dinamarca)      | Medalla de bronce  | K2 200 m           |
| Juegos Europeos    |                             |                    |                    |
| Año                | Lugar                       | Medalla            | Competición        |
| 2019               | Minsk (Bielorrusia)         | Medalla de bronce  | K4 500 m           |
| Campeonato Europeo |                             |                    |                    |
| Año                | Lugar                       | Medalla            | Competición        |
| 2017               | Plovdiv (Bulgaria)          | Medalla de plata   | K4 500 m           |
| 2017               | Plovdiv (Bulgaria)          | Medalla de bronce  | K2 200 m           |
| 2018               | Belgrado (Serbia)           | Medalla de bronce  | K2 200 m           |
| 2021               | Poznań (Polonia)            | Medalla de plata   | K2 200 m           |
| 2022               | Múnich (Alemania)           | Medalla de plata   | K2 200 m           |
| 2022               | Múnich (Alemania)           | Medalla de plata   | K2 1000 m          |
| 2024               | Szeged (Hungría)            | Medalla de plata   | K1 200 m           |
| 2024               | Szeged (Hungría)            | Medalla de plata   | K2 500 m           |
| 2024               | Szeged (Hungría)            | Medalla de plata   | K4 500 m           |
| 2024               | Szeged (Hungría)            | Medalla de bronce  | K2 200 m           |